# Hyperolius kihangensis
Hyperolius kihangensis är en groddjursart som beskrevs av Schiøtz och Westergaard in Schiøtz 1999. Hyperolius kihangensis ingår i släktet Hyperolius och familjen gräsgrodor. IUCN kategoriserar arten globalt som starkt hotad. Inga underarter finns listade i Catalogue of Life.